# Nectandra wurdackii
Nectandra wurdackii es una especie de fanerógama en la familia de Lauraceae. 
Es endémica de Perú; y existen sospechas de que podría estar en Bolivia. Especie arbustiva de la cuenca baja del río Marañón, cerca de Loreto y de Amazonas. Aparentemente en bosques altos, no se la ve más desde la década de 1960.

## Fuente
- Rohwer, J.G. 1998. Nectandra wurdackii. 2006 IUCN Lista Roja de Especies Amenazadas; 22 de agosto de 2007

- Datos: Q1334242